# میدان کنکورد (کنسرت)
مکان توازن (Place De La Concorde) اولین کنسرت ژان میشل ژار بود که در ۱۴ جولای ۱۹۷۹ در جشن روز باستیل برگزار شد. یک میلیون تماشاگر در این کنسرت حضور یافتند که باعث شد به خاطر اولین بار نام ژان میشل ژار وارد کتاب رکوردهای گینس شود. نسخهٔ کم یابی با فرمت وی اچ اس و به صورت ال پی در بازار یافت می‌شود.

## فهرست آهنگ‌ها
- تعادل شب و روز ۱
- اکسیژن ۱
- اکسیژن ۲
- اکسیژن ۵
- تعادل شب و روز ۲
- تعادل شب و روز ۳
- تعادل شب و روز ۴
- تعادل شب و روز ۸
- تعادل شب و روز ۷
- تعادل شب و روز ۴
- تعادل شب و روز ۵
- اکسیژن ۴